# 藤原得子
藤原 得子（ふじわら の とくし/なりこ、永久5年（1117年）- 永暦元年11月23日（1160年12月22日））は、日本の第74代天皇・鳥羽天皇の皇后。近衛天皇の生母。女院。院号は美福門院（びふくもんいん）。
藤原北家末茂流（藤原魚名の後裔）の生まれ。父は権中納言・藤原長実（贈左大臣）母は左大臣・源俊房の女、方子。鳥羽天皇譲位後の寵妃であったが、太上天皇の后として、異例の「皇后（皇后宮）」に立てられた。

## 生涯
永久5年（1117年）に生まれ、父の鍾愛を一身に受けて育った。長実は「ただ人にはえゆるさじ（並みの人には嫁がせる気になれない）」と語り（『今鏡』）、臨終の間際には「最愛の女子一人の事、片時も忘るゝなし」と落涙したという（『長秋記』長承2年8月13日条）。
父である長実は、祖母に当たる藤原親子が白河上皇の乳母であったことから恩恵を蒙り、白河院政期には院の近臣として活躍した人物である。父の死後は二条万里小路亭で暮らしていたが、長承3年（1134年）に鳥羽上皇の寵愛を受けるようになり、保延元年（1135年）12月4日に叡子内親王を出産する。保延2年（1136年）4月、従三位に叙された。保延3年（1137年）、暲子内親王（八条院）を産んだ後、保延5年（1139年）5月18日、待望の皇子・体仁親王（後の近衛天皇）を出産した。同年8月17日、鳥羽上皇は体仁親王を崇徳天皇の皇太子とする。体仁親王の立太子とともに得子は女御となり、正妃の璋子（待賢門院）を凌ぐ権勢を持つようになる。保延6年（1140年）には崇徳帝の第一皇子・重仁親王を養子に迎えた。
永治元年（1141年）12月7日、鳥羽上皇は崇徳天皇に譲位を迫り、体仁親王を即位させた（近衛天皇）。体仁親王は崇徳帝の中宮・藤原聖子の養子であり「皇太子」のはずだったが、譲位の宣命には「皇太弟」と記されていた（『愚管抄』）。天皇が弟では将来の院政は不可能であり、崇徳帝にとってこの譲位は大きな遺恨となった。近衛帝即位の同年、得子は国母であることを根拠に、異例中の異例として上皇の妃ながら皇后に立てられる。皇后宮大夫には源雅定、権大夫には藤原成通が就任した。得子の周囲には従兄弟で鳥羽上皇第一の寵臣である藤原家成や、縁戚関係にある村上源氏、中御門流の公卿が集結して政治勢力を形成することになる。直後の永治2年（1142年）正月19日、皇后得子呪詛事件が発覚したことで待賢門院は出家に追い込まれ、得子の地位は磐石なものとなった。久安5年（1149年）8月3日、美福門院の院号を宣下された。
久安4年（1148年）に得子は従兄弟の藤原伊通の娘・呈子を養女に迎えた（『台記』7月6日条）。藤原頼長の養女・多子が近衛天皇に入内することを鳥羽法皇が承諾した直後であり、当初から多子に対抗して入内させる意図があったと見られる。久安6年（1150年）正月、近衛天皇が元服すると多子が入内して女御となるが、2月になると呈子も関白・藤原忠通の養女として入内することになり、藤原忠通は鳥羽法皇に「摂関以外の者の娘は立后できない」と奏上した。忠通は弟・頼長を養子にしていたが、実子・基実が生まれたことで摂関の地位を自らの子孫に継承させることを望み、得子と連携することで摂関の地位の保持を図ったと考えられる。
3月14日に多子が皇后になると、4月21日に呈子も入内して、6月22日に立后、中宮となった。
得子は待賢門院と同じ閑院流の出身である多子よりも、自らの養女である呈子に親近感を示して早期出産を期待していた。仁平2年（1152年）10月の懐妊着帯は得子の沙汰で行われ、12月に呈子が御産所に退出すると等身御仏5体を造立して安産を祈願している（『兵範記』10月19日条、12月22日条）。しかし予定日の翌年3月を過ぎても呈子は出産せず、僧侶が連日の祈祷を行うも効果はなく、9月に懐妊は誤りであったことが判明して祈祷は止められた（『兵範記』7月30日条、『台記』9月14日条）。12月に呈子は御産所から内裏に還啓する（『兵範記』12月17日条）。周囲の期待に促された想像妊娠だったと思われる。皇子出産の期待を裏切られた得子は忠通と組んで、意に適う皇位継承者を求めて動き出すことになる。
久寿2年（1155年）7月23日、病弱だった近衛天皇が崩御する。得子には養子として、崇徳上皇の第一皇子・重仁親王と雅仁親王（崇徳上皇の同母弟）の息童である孫王（守仁、後の二条天皇）がいた。このうち後者は既に仁和寺の覚性法親王の元で出家することが決まっていたために、重仁親王が即位するものと思われた。しかし後継天皇を決める王者議定により、孫王が即位するまでの中継ぎとして、その父の雅仁親王が立太子しないまま29歳で即位することになった（後白河天皇）。背景には崇徳上皇の院政によって自身が掣肘されることを危惧する得子、父・藤原忠実と弟・頼長との対立で苦境に陥り、また崇徳院の寵愛が聖子から兵衛佐局に移ったことを恨む藤原忠通、雅仁親王の乳母の夫で権力の掌握を目指す信西らの策謀があったと推測される。8月4日に仁和寺から戻った孫王は、9月23日に親王宣下を蒙り「守仁」と命名され即日立太子、12月9日に元服、翌年3月5日には得子の娘・姝子内親王を妃に迎えるなど、得子の全面的な支援を受けた。
時を同じくして世間には近衛天皇の死は呪詛によるものという噂が流れ、呪詛したのは藤原忠実・頼長父子であると得子と藤原忠通が鳥羽法皇に讒言したため、頼長は内覧を停止されて事実上の失脚状態となった。
こうして皇位継承から排除され不満が募る崇徳上皇と、得子によって失脚させられた藤原忠実・頼長が結びつき、鳥羽法皇が崩御した直後の保元元年（1156年）7月8日、保元の乱が勃発する。得子はすでに落飾していたが、この乱においては卓抜な戦略的手腕を見せ、重仁親王の乳母子ゆえに鳥羽法皇の遺命では名が挙げられなかった平清盛兄弟をも招致し、後白河天皇方の最終的な勝利へ導いた。
乱後は信西が国政を担ったが、得子はかねてからの念願であった自らの養子・守仁親王の即位を信西に要求し、保元3年（1158年）8月「仏と仏との評定」、すなわち信西と得子の協議により、守仁親王の即位を実現させた（二条天皇）。しかし二条天皇の即位は信西一門・二条親政派・後白河院政派の形成・対立を呼び起こし、平治の乱が勃発する原因となった。
得子は平治の乱の収束を見届けた後、永暦元年（1160年）11月23日、44歳にして白河の金剛勝院御所において崩御した。なお、鳥羽法皇は保延5年（1139年）に鳥羽の安楽寿院境内に三重塔（本御塔）（現・安楽寿院陵）を築いてそこに自らの遺骸を納めるようにしていたが、久安4年（1148年）頃には、得子の死後にその遺骸を納めるようにと本御塔の南東に得子の墓所として三重塔（新御塔）（現・安楽寿院南陵）を作っておいた。ところが、得子は新御塔に入るのを拒否し、高野山に自らの遺骨を納めるように言い残して崩御し、遺言通りに火葬して遺骨は高野山に納められた。この時、本御塔と新御塔を管理する天台宗が真言宗に抗議したが相手にされず、せめて分骨だけでも納めてほしいとの妥協案を提示してみたが、やはり無視されてしまった。
なお、そもそも受け入れ側の高野山自体も女人禁制であるため、遺骨とはいえ女人の骨を受け入れても良いものかとその妥当性が問題にされた。その後、新御塔には近衛天皇の遺骨が納められた。

## 人物
- 近衛天皇陵の所在する安楽寿院（鳥羽院の発願）には、得子の画像が伝わっている。
- 得子は鳥羽院の所領の多くを相続し、それは娘の八条院に引き継がれた。その所領八条院領は王家の財源として鎌倉時代を通じて政治・経済の両面で大きな影響力を持った。
- 玉藻前のモデルとも言われる[4]。

## 皇子女
- 皇女：叡子内親王（1135-1148）
- 皇女：暲子内親王（八条院）（1137-1211） - 二条天皇准母
- 皇子：体仁親王（近衛天皇）（1139-1155）
- 皇女：姝子内親王（高松院）（1141-1176） - 二条天皇中宮

## 関連作品
テレビドラマ
- 新・平家物語（1972年、NHK大河ドラマ） - 演：小山明子
- 平清盛（1992年、TBS） - 演：十朱幸代
- 平清盛（2012年、NHK大河ドラマ） - 演：松雪泰子